# بوب هيكي
بوب هيكي (بالإنجليزية: Bob Hickey)‏ هو متزلج جماعي أمريكي، ولد في 11 مايو 1952 في كين في الولايات المتحدة.

## وصلات خارجية
- بوب هيكي على موقع أوليمبيديا (الإنجليزية)